# 水指

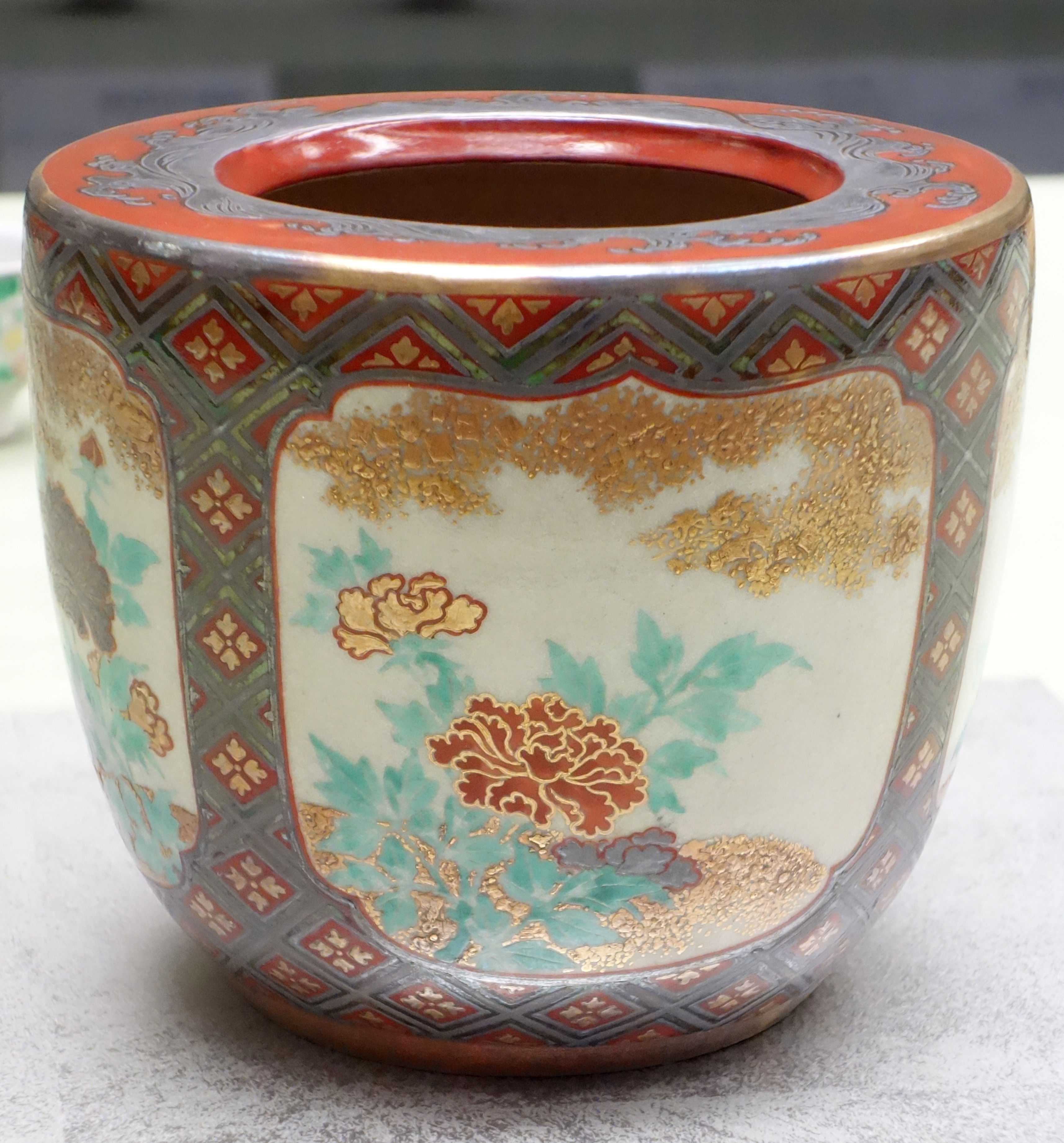
色絵牡丹文水指（仁清）重要文化財, 東京国立博物館蔵

水指（みずさし）は、茶道具の1つである。「水差」という別表記があるほか、「水器」、「水器」とも呼ばれる。

## 概要
茶道の点前で、茶釜に水を足したり、茶碗や茶筅を洗う水を蓄えておくための器である。材質は、陶磁器製（焼物）のものが多いが、そのほかにも曲物・塗物など木工品や金物などもある。焼物の水指では、蓋が一緒に（同じ焼物で）作られているものを共蓋と呼び、別に塗物で作られているものは塗蓋と呼んでいる。
皆具として扱う場合、多くは杓立、建水、蓋置などとセットになっている。独立した茶道具として扱う場合、風炉と並べて客付に置く、点前畳の中央に置く、棚に入れる、長板に置くなどして扱う。
多くは円筒形だが、用途によって形状に差異が生じる。材質も用途によって分かれるが、大きく金属・陶磁器・木竹に大別される。近年はほとんどが陶磁器製になっている。
オランダで造られた、デルフト窯製のオランダ（阿蘭陀）水指と呼ばれるものもあり、江戸時代に輸入された。西洋薬種を入れた容器などを転用したものと思われる。オランダ水指は表面に唐草模様が描かれており、煙草の葉を彷彿とさせることから、「煙草の葉水指」という呼称もある。また、縄文土器を転用した水指が存在する。

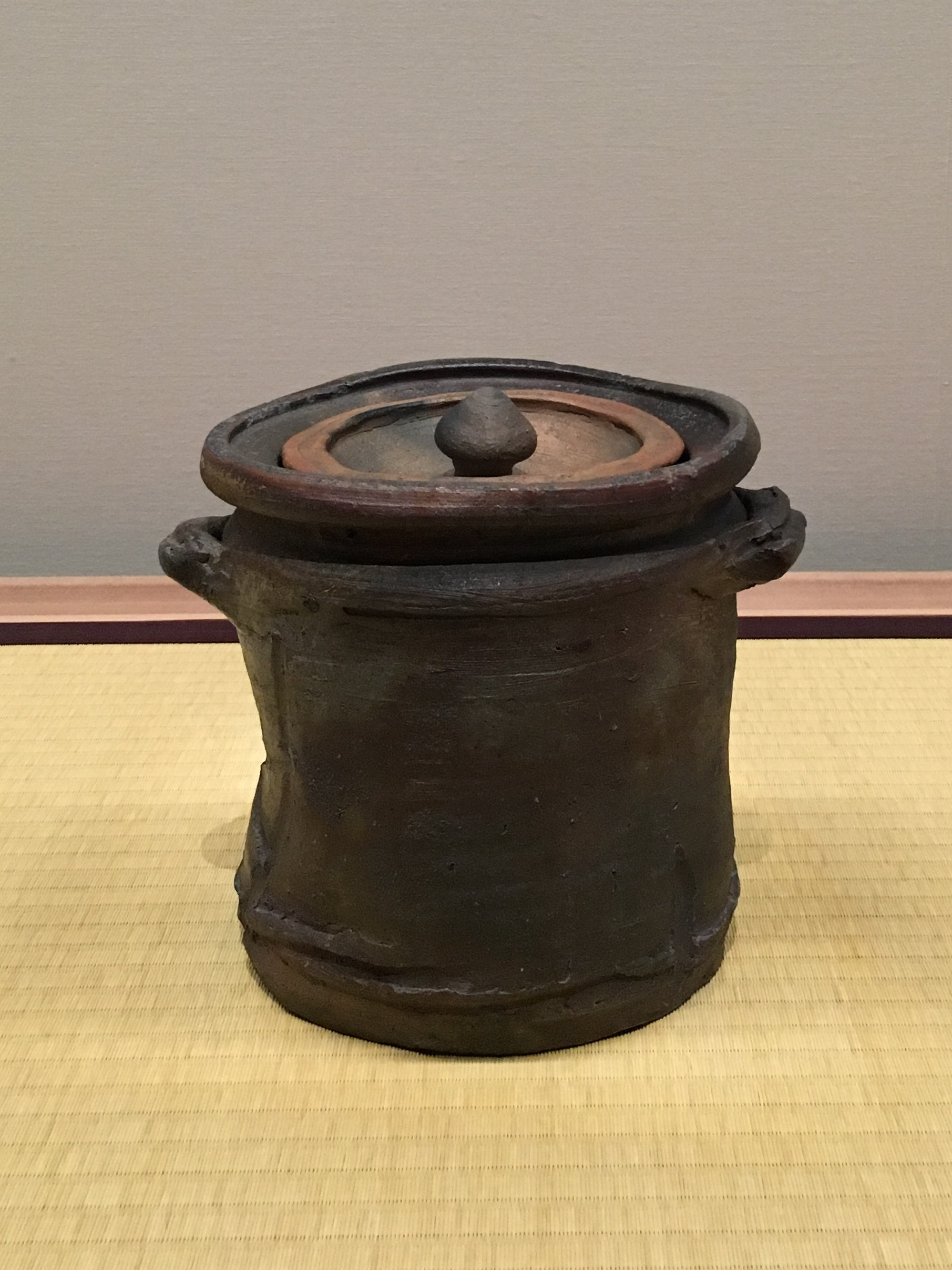
備前矢筈口水指　安土桃山時代（16世紀） MOA美術館
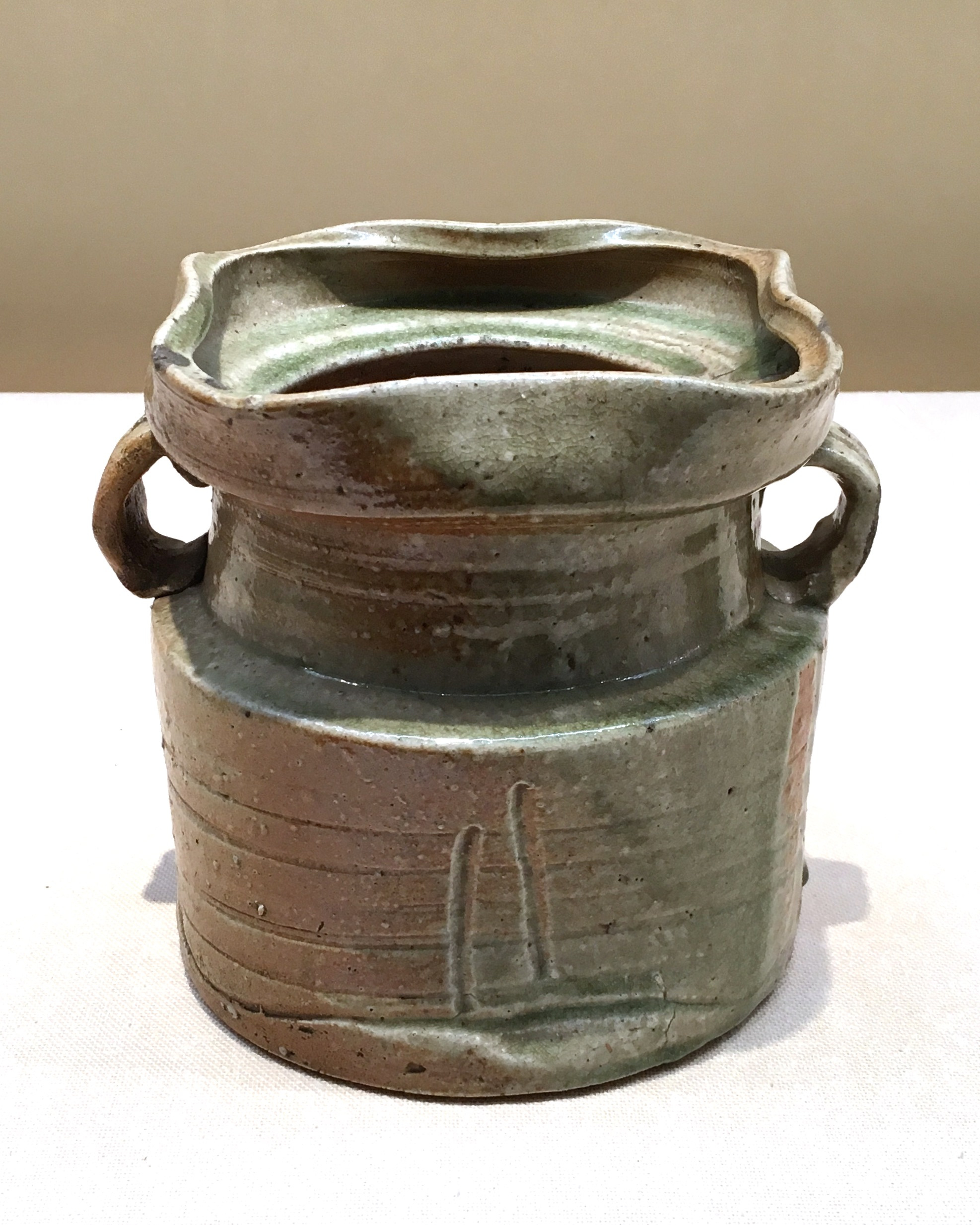
伊賀四方口耳付水指 安土桃山時代（17世紀初頭） 個人蔵（愛知県陶磁美術館展示）
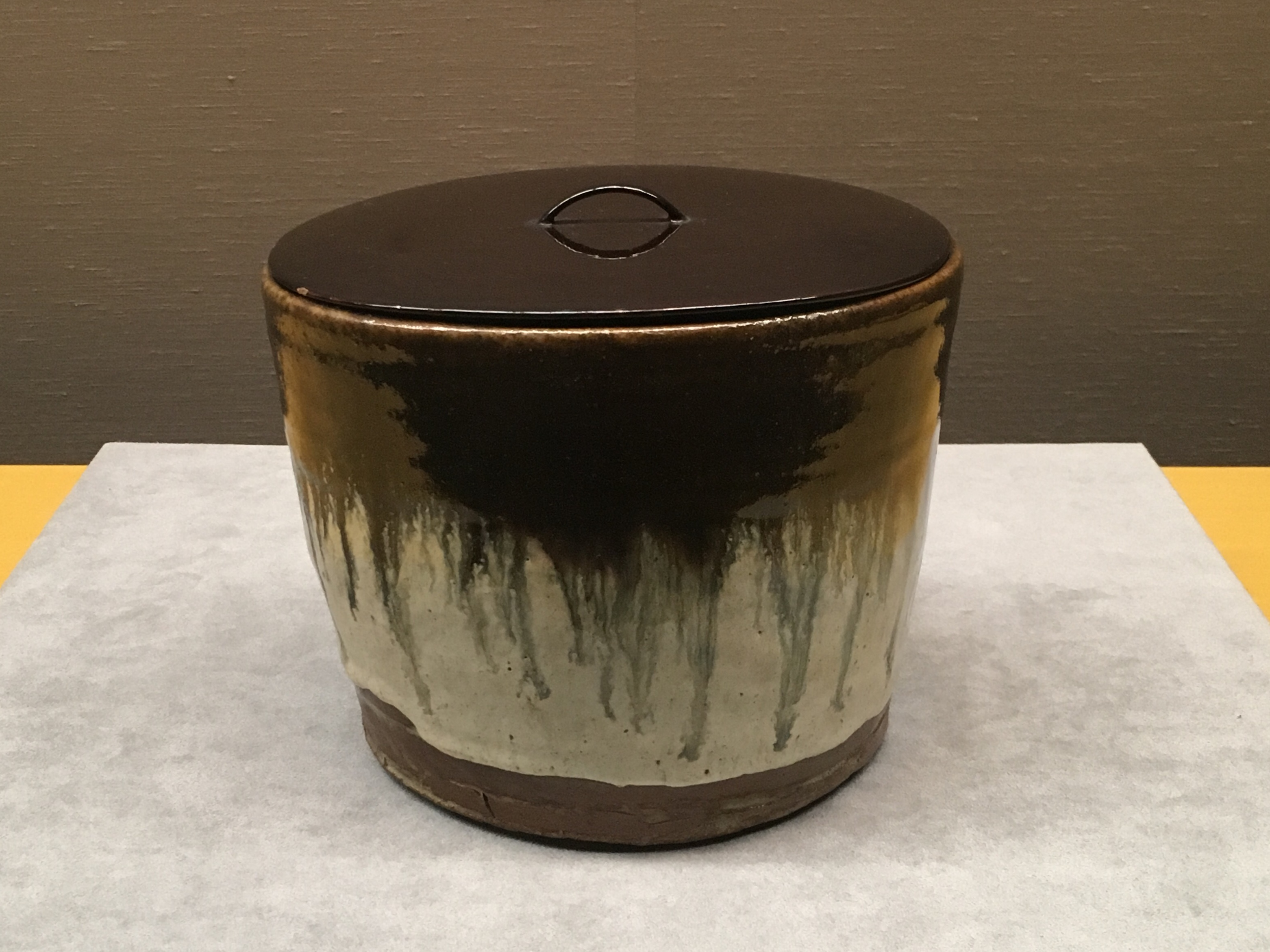
朝鮮唐津一重口水指 江戸時代（17世紀） 東京国立博物館
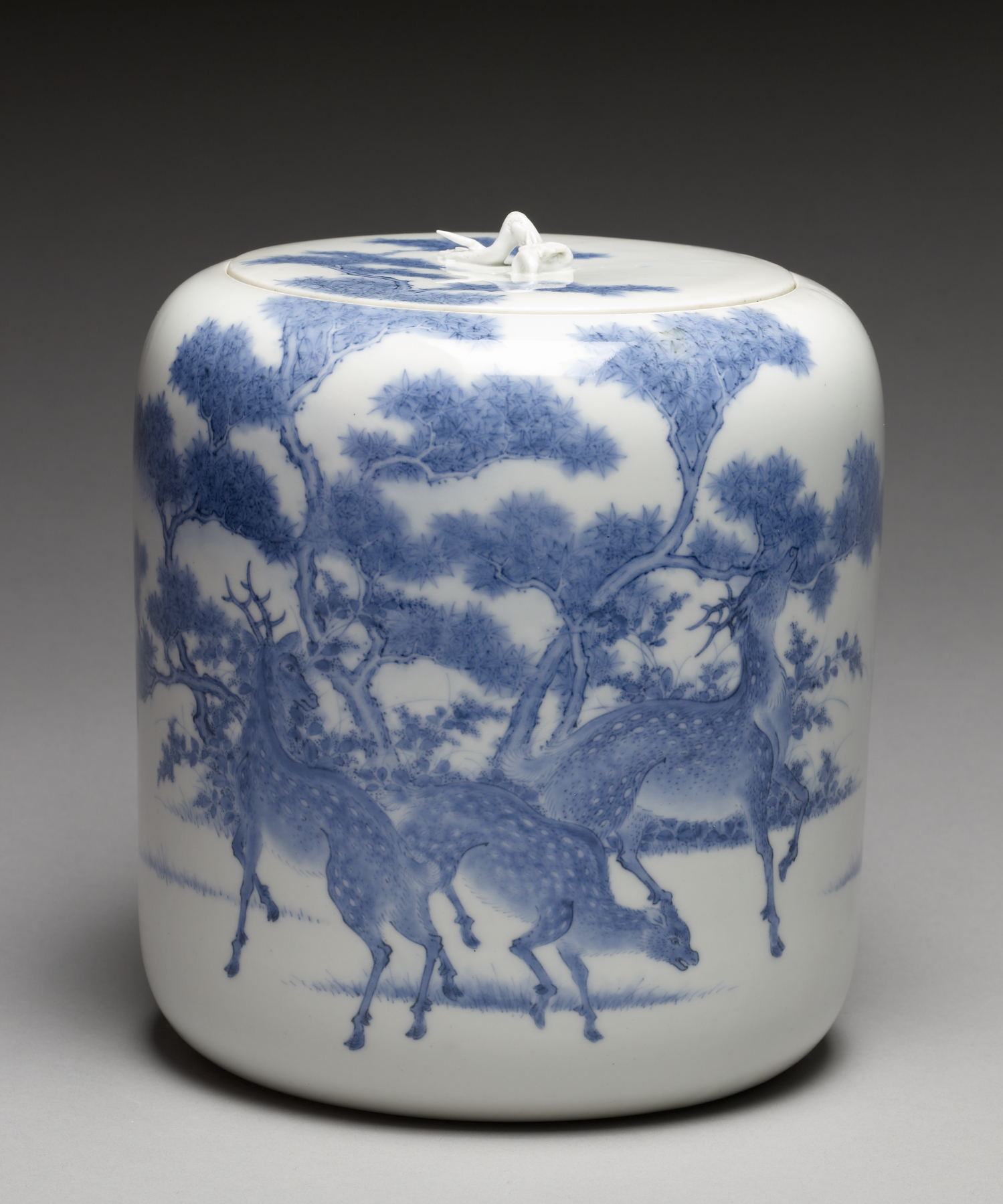
今村六郎作 三川内焼水指 ウォルターズ美術館
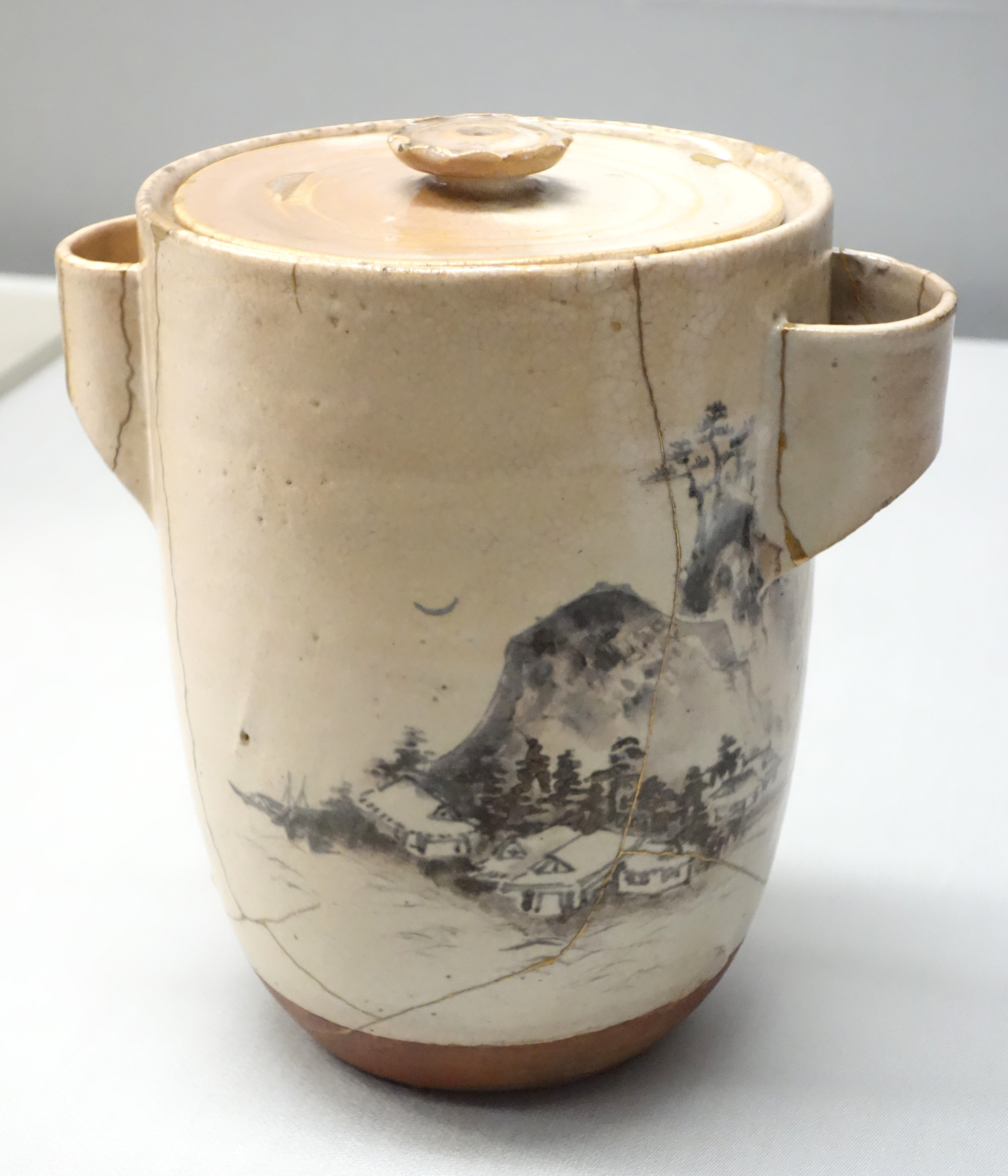
銹絵山水図水指（野々村仁清） 東京国立博物館